# Bimetalizm
Bimetalizm – kruszcowy system monetarny zbudowany w oparciu o dwa metale szlachetne: srebro i złoto. Opierał się na ustalonej relacji srebra do złota. Obydwa kruszce na równi uczestniczyły  w obiegu pieniężnym. Jeśli jednak relacja rynkowa złota i srebra różniła się od ustawowej relacji monet złotych i srebrnych, wówczas pieniądz relatywnie droższy („lepszy”) był tezauryzowany (oszczędzany, odkładany), a w obiegu pozostawał pieniądz relatywnie tańszy („gorszy”).
Bimetalizm pojawił się w Europie w drugiej połowie XIII wieku wraz ze wprowadzeniem złotego florena we Florencji (1252) i złotego dukata w Wenecji (1284). Wcześniej w obiegu były już monety srebrne, tzw. groszowe. W Polsce były to od początku XIV wieku grosze czeskie. System bimetaliczny w Polsce zaczął funkcjonować od roku 1528.
Bimetalizm zdominował system monetarny do końca XVIII wieku, kiedy to w roku 1794 wyemitowano pierwszy pieniądz papierowy. W XIX wieku obowiązywał już tylko w niektórych krajach, a coraz większe znaczenie zaczynał zdobywać pieniądz papierowy.
Tym niemniej w 1803 r. system bimetaliczny został wprowadzony we Francji Napoleona, a w 1806 w Holandii. W 1865 r. bimetalizm został uznany przez Łacińską Unię Monetarną (Francja, Belgia, Luksemburg, Szwajcaria, Włochy) i przetrwał tam formalnie do czasów I wojny światowej. Niektóre kraje oparły swój system monetarny tylko na złocie. M. in. Rzesza Niemiecka w 1871 r. pierwsza zlikwidowała bimetalizm, przechodząc na parytet złota. Z czasem poszły za tym inne państwa Europy Zachodniej, wprowadzając zakaz nieograniczonego bicia monet srebrnych. Francję zalew srebrnych monet bitych nielegalnie w amerykańskiej Nevadzie zmusił już w 1876 r. do zdewaluowania srebrnych 5-frankówek (które zachowały jednak swoją wartość w Indochinach i Ameryce Łacińskiej).
W niektórych krajach parytet złotowy (pełne pokrycie wartości waluty w zasobach złota) zachowano jeszcze do niedawna.

## Bimetalizm w debacie politycznej w Stanach Zjednoczonych

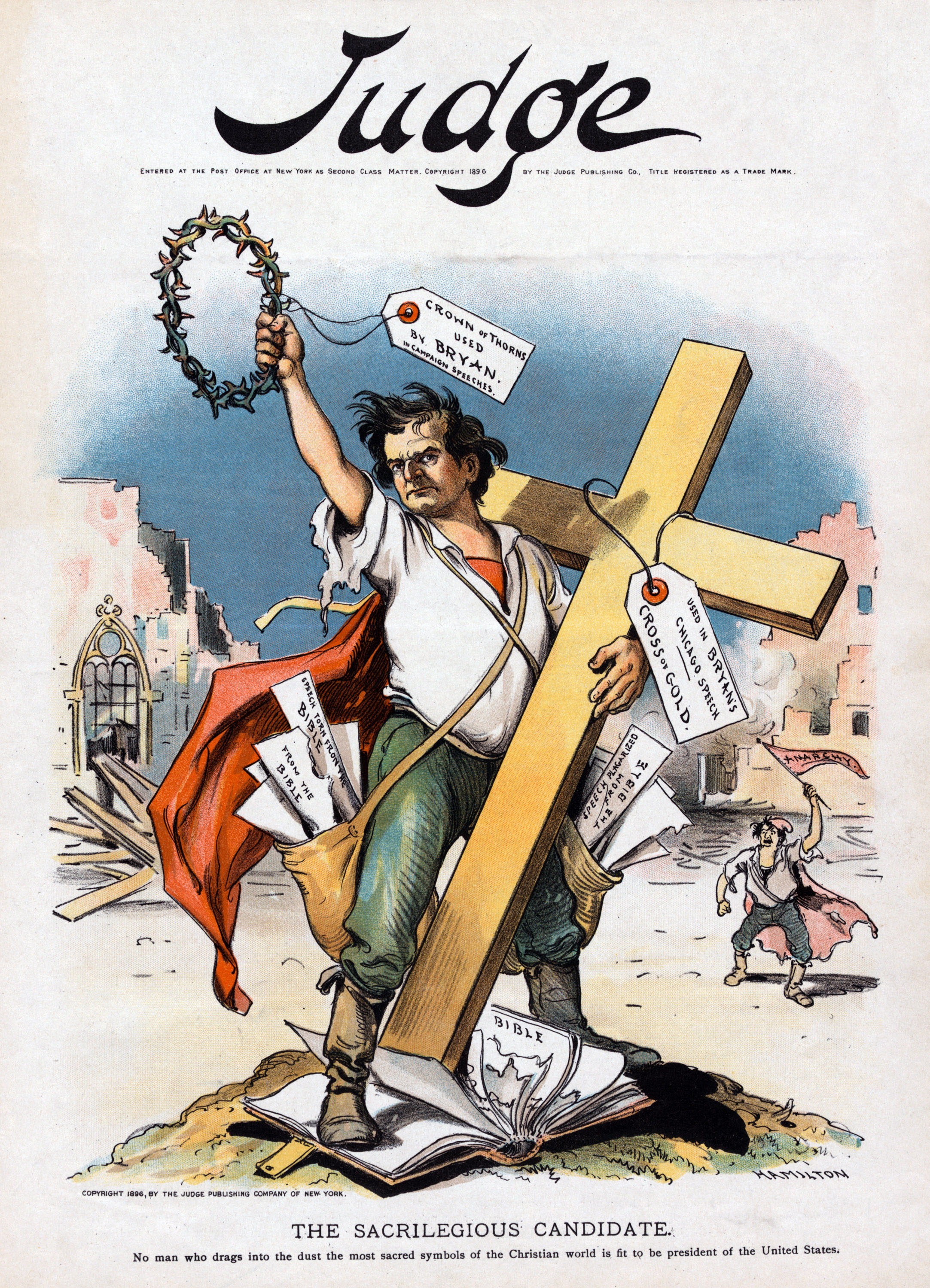
Polityczna karykatura autorstwa Granta Hamiltona, nawiązująca do przemowy Williama Jenningsa Bryana na konwencji demokratów w 1896 roku

Bimetalizm istniał w Stanach Zjednoczonych do 1873 roku, przy czym od 1836 roku obowiązywał sztywny kurs srebra w stosunku do złota 16:1. Wyczerpanie się amerykańskich zasobów srebra doprowadziło do wprowadzenia systemu waluty złotej, tzw. Gold Standard. Po odkryciu nowych złóż srebra w Nevadzie pojawiły się naciski, by powrócić do bimetalizmu. Optowali za tym nie tylko właściciele kopalń srebra, ale i farmerzy, którzy walutę złotą obwiniali za spadek cen produktów rolnych (który był przede wszystkim wynikiem zwiększenia wydajności rolnictwa i zmniejszenia kosztów transportu). Za bimetalizmem opowiedziała się duża część demokratów i wielu republikanów, a także farmerska Partia Populistyczna.
W 1878 roku Kongres, mimo weta prezydenta Rutherforda Hayesa, uchwalił Bland-Allison Act, zobowiązujący rząd USA do zakupu srebra po cenach rynkowych i wybijania z niego monet. Ustawa ta została w 1890 roku zastąpiona przez Sherman Silver Purchase Act, podnoszącą ilość obowiązkowo nabywanego przez rząd srebra, za które płacono tzw. ceryfikatami, wymienialnymi na złote lub srebrne monety. W efekcie Stany Zjednoczone utraciły prawie połowę swoich zapasów złota, gdyż większość posiadających srebro sprzedawała je za certyfikaty, a te wymieniała na złoto.
W 1893 roku prezydent Grover Cleveland nakłonił Kongres do uchylenia ustawy Shermana. Spotkało się to z negatywną reakcją nie tylko populistów, ale także części demokratów. W rezultacie kandydatem demokratów na prezydenta podczas konwencji wyborczej w czerwcu 1896 został William Bryan, radykalny zwolennik srebrnej monety. Na tej konwencji Bryan wygłosił płomienną mowę, znaną później jako Cross of Gold Speech, zakończoną słowami nie założycie człowiekowi pracy korony cierniowej na skronie, nie przybijecie ludzkości do krzyża ze złota (shall not press down upon the brow of labor this crown of thorns, you shall not crucify mankind upon a cross of gold).

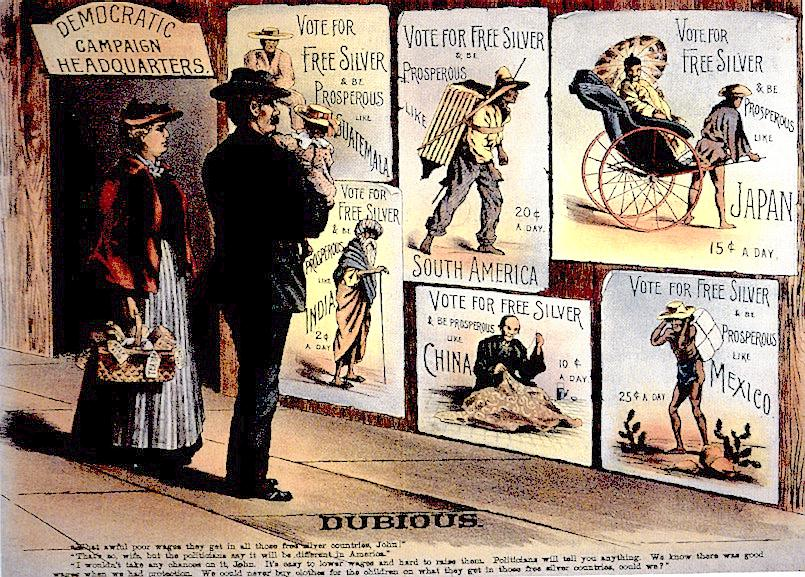
Republikański plakat wyborczy z 1896 roku, atakujący zwolenników „wolnego srebra”

Kwestia bimetalizmu spowodowała także rozłam w partii republikańskiej: zwolennicy srebra założyli Srebrną Partię Republikańską, która poparła Bryana. Jego kontrkandydatem został William McKinley, republikanin i zwolennik parytetu złota. Kwestia monety złotej i srebrnej stała się głównym motywem kampanii prezydenckiej obu kandydatów.
McKinleya poparły elity gospodarcze Stanów Zjednoczonych, obawiające się, że inflacja spowodowana przez bimetalizm zniszczy państwo. Dzięki ich pomocy finansowej i energicznemu działaniu menedżera kampanii McKinleya, Marka Hanny, kandydat republikanów mógł prowadzić o wiele kosztowniejszą kampanię, która okazała się też skuteczniejsza – William McKinley wygrał wybory, stając się 25. prezydentem USA. Pod koniec jego kadencji, 14 marca 1900 roku, uchwalono Gold Standard Act, opierający walutę Stanów Zjednoczonych na złocie.
Kwestia bimetalizmu była także jednym z głównych tematów następnych wyborów prezydenckich, w których naprzeciw siebie ponownie stanęli McKinley i Bryan. Także i te wybory wygrał McKinley, uzyskując większą przewagę niż poprzednio. Do jego zwycięstwa przyczyniła się zapewne poprawa sytuacji gospodarczej USA. Do bimetalizmu już w Stanach Zjednoczonych nie wrócono.